# Гурджиев, Георгий Иванович
Гео́ргий Ива́нович Гурджи́ев (неверно Гюрджиев; 14 января 1866 года, Александрополь, Российская империя (ныне Гюмри, Армения) — 29 октября 1949, Нёйи-сюр-Сен, Франция) — российский философ и мистик греко-армянского происхождения, с начала 1920-х годов проживавший во Франции. Известен как писатель, духовный учитель, путешественник и композитор, основатель оригинального мистического учения.
Учился в тифлисской духовной семинарии (на священника), но, не удовлетворившись христианским подходом к жизни, стал заниматься самостоятельными религиозными поисками. С головой окунулся в бывшие тогда популярными теософию и нео-оккультизм, экстрасенсорику, медитацию, гипноз, йогу.
В поисках «утраченных на западе сакральных знаний», много путешествовал по Востоку. Предположительно несколько раз (1899—1900 и 1906—1907) посещал суфийское Сармунское братство, околоисламскую секту с трёхтысячелетней историей (то есть старше самого ислама), о которой известно только со слов Гурджиева.
Основал «Институт гармонического развития человека» (1919—1922), чья деятельность была посвящена личностному росту человека, его сознания и бытия в повседневной жизни.
Его авторская методология саморазвития среди учеников и последователей получила название «Система Гурджиева» или «Учение Гурджиева».

## Биография
Отец — грек Иван Иванович Гурджиев, мать — армянка из рода Тавризовых-Багратуни (арм. Թավրիզ — Բագրատունի). Двоюродный брат, Меркуров, Сергей Дмитриевич — известный советский скульптор-монументалист.
Согласно Гурджиеву, у него было два отца, к тому же дружившие между собою: его родной отец был ашугом — профессиональным исполнителем восточного эпоса; его духовный отец — декан Бош, настоятель одного из западно-христианских храмов Закавказья (католического или лютеранского). Именно эти двое зародили в нём жажду познания жизненного процесса на Земле, и, в особенности, цели человеческой жизни.
Гурджиев рано начал свои путешествия по различным странам Азии и Африки, где пытался найти ответы на интересовавшие его вопросы устройства мира. Среди стран, которые он посетил — Греция, Египет, Турция, Афганистан, Туркестан, а также другие места на Ближнем Востоке. Эти путешествия часто принимали форму экспедиций, которые Гурджиев, по его утверждению, организовывал с другими членами созданного ими общества «Искатели истины». В своих путешествиях Гурджиев изучал различные духовные традиции (в числе которых суфизм, буддизм и восточное христианство), собирал отрывки древних знаний, а также духовную музыку и танцы посещаемых им стран.

### Учение Гурджиева и Четвёртый путь
В 1912—1913 гг. Гурджиев приехал в Москву, где собрал вокруг себя небольшую группу первых приверженцев. В 1915 году он встретился с П. Д. Успенским, тоже путешественником, мистиком и журналистом, известным автором ряда книг по эзотерике. Знакомые Успенского, представители интеллигенции, заинтересовавшись Гурджиевым, задавали ему немало волновавших их духовных вопросов о смысле жизни (на общих встречах в Москве и в Петербурге, где Успенский помог собрать небольшую группу интересантов). Из этих вопросов и ответов и стала вырастать «база знаний» столичного круга Гурджиева. На основе этой базы Успенский сумел создать нечто вроде «концептуального дискурса гурджиевских изложений», подробно описав их в своей книге «В поисках чудесного». По сути он собрал воедино актуальные вопросы и ответы из лекций Гурджиева 1915 − 1917-х годов, прокомментировал и литературно-психологически адаптировал их для европейски образованного читателя. С тех пор как книга была издана, часть приверженцев называют её тексты «Учением Гурджиева», тогда как другая часть — «Учением Гурджиева-Успенского».
Систему практического применения «Учения Гурджиева» нередко называют «Четвёртый путь» (англ. Fourth Way‎). C 1918 года и особенно в период жизни в Европе (1921 − 1949 года) сам Гурджиев и его приверженцы в основном называли свою систему не Четвёртым путём, а «Путём хитреца», «Хайда-йогой» или просто Системой Гурджиева.

### Институт гармонического развития человека
Гурджиев несколько раз пытался основать «Институт гармонического развития человека» — сначала в 1919 в Тифлисе (Тбилиси), затем в 1920 году в Константинополе (Стамбул). В 1921 год Гурджиеву пришлось уехать в Германию. Из Константинополя через Будапешт 31 августа 1921 года он прибыл в Берлин, где жил под именем греческого подданного Георгиадиса. По данным Имперского комиссариата по охране общественного порядка, Гурджиев много времени проводил в кафе «Кристалл» на Марбургер-штрассе, где собиралось множество иностранцев. Среди них Гурджиев пытался найти сторонников и спонсоров, однако это предприятие не увенчалось успехом. Вслед за Успенским, Гурджиев попробовал перебраться в Великобританию, однако власти не разрешили въезд в страну его приверженцам. В итоге, на собранные английскими группами Успенского средства, в 1922 году Гурджиев купил замок Приэре около Фонтенбло под Парижем. Там, наконец, и был основан «Институт гармонического развития человека», который просуществовал несколько лет.

### Движения Гурджиева
Неотъемлемой частью учения Гурджиева являются «Сакральные Танцы и Движения», а также «музыка древних традиций», побуждающая к духовному поиску. Доподлинно неизвестно, какие из этих движений являются точным (насколько это было возможно) воспроизведением древних Сакральных Танцев, которые Гурджиев (по его словам) видел или в которых принимал участие во время своих странствий, а какие из них созданы им самим, на основании полученного опыта.

### 1924 год
В январе 1924 года жизненные дороги Гурджиева и Успенского разошлись. Успенский продолжил свой путь самостоятельно, вернувшись в Великобританию.
В июле 1924 года Гурджиев попал в автомобильную аварию, в которой чуть не лишился жизни. После этого собрания в замке Приэрэ становятся более закрытыми, хотя многие ученики Гурджиева остаются там или продолжают его регулярно посещать. С трудом оправившись от аварии, Гурджиев принимает решение о ликвидации института.

### Книги Гурджиева
После аварии Гурджиев начал работу над сборником «Всё и вся» — десятью книгами, объединёнными в три серии: «Рассказы Вельзевула своему внуку», «Встречи с замечательными людьми» и «Жизнь реальна только тогда, когда Я есть». Кроме того, совместно с учеником, композитором Тома де Гартманом, Гурджиев в этот период написал 150 коротких музыкальных произведений для фортепиано, часто основанных на армянском и тюркском фольклоре, а также музыку для «сакральных танцев».
После закрытия института в Приэре, Гурджиев жил в Париже, продолжая время от времени посещать США, где после его предыдущих приездов Альфред Ораж, бывший владелец английского журнала «Нью-Эйдж», вёл группы его учеников в Нью-Йорке и Чикаго. После закрытия Приэре Гурджиев продолжал работу с учениками, организовывая встречи в городских кафе или у себя дома. Его деятельность сократилась, но не прекращалась полностью даже в годы Второй мировой войны.

### После Второй мировой войны
После окончания Второй мировой войны Гурджиев собрал в Париже учеников различных групп, образовавшихся на основе его учения, в частности, учеников уже ушедшего из жизни П. Д. Успенского. Среди последних — философ и математик Джон Беннетт, автор фундаментального труда «Драматическая вселенная», в котором сделана попытка развития идей Гурджиева.
В последний год жизни Гурджиев дал своим ученикам указания о публикации двух своих книг («Всё и вся», «Встречи с замечательными людьми») и переправленной ему рукописи П. Д. Успенского «В поисках чудесного: фрагменты неизвестного Учения», которую счёл весьма оригинальной версией изложения своих лекций, прочитанных в 1915—1917 годах в России.
Гурджиев скончался в парижском пригороде Нёйи-сюр-Сен 29 октября 1949 года.

## Личная жизнь
Гурджиев был женат дважды. Его первой женой была Юлия Осиповна Олсуфьева, с которой они поженились в 1891 году. У них было трое детей, но их брак закончился разводом в 1904 году. Согласно документам, брак между «мещанином г. Александрополя Георгием Ивановым Гюрджиевым, православного исповедания, 31 года» и «дочерью крестьянина дер. Брижева Люцинского уезда Витебской губернии Юлией Иосифовной Островской, римско-католического исповедания, 22 лет», был заключен 30 июля (12 августа) 1910 года во Владимирском соборе Санкт-Петербурга. 4 (17) марта 1911 года в Петербурге у супругов родился сын Георгий, о других детях ничего неизвестно. Согласно изданию «Весь Петербург», в 1911 году Гурджиев жил на Разъезжей улице, д. 17, в 1912 году — на Зверинской улице, д. 20.
В 1917 году Гурджиев женился на своей ученице Александре Гречаниновой, которая была моложе его на 25 лет. Она была его верным соратником и ученицей до конца его жизни. Она родила сына, которому Гурджиев дал имя Люсьен. Гурджиев также был отцом ещё двух детей, которых он признавал как своих, но не был их биологическим отцом.

## Идеи
По Гурджиеву, человек не является завершённым существом. Природа развивает его только до определённого уровня. Дальше он должен развиваться сам, своими собственными усилиями. Чтобы развиваться, надо знать себя. Но человек не знает себя и использует лишь малую часть своих способностей и сил. Наблюдая за собой, человек может заметить, что в его природе проявляются четыре независимых друг от друга функции: интеллектуальная (мышление), эмоциональная (чувства), двигательная (движения) и инстинктивная (ощущения, инстинкты, внутренняя работа организма). Также человек может заметить, что он осознаёт действительность по-разному: он то спит, то бодрствует. Однако состояние бодрствования тоже неоднородно.
Гурджиев различал четыре состояния сознания: «сон» (обычный ночной сон, в котором человек осознаёт только свои сны), «сон наяву» (в котором восприятие действительности смешано с иллюзиями и грёзами, и в котором человек не осознаёт ни последствия своих слов и действий, ни самого себя), «относительное пробуждение» (в котором человек осознаёт себя, но не осознаёт объективные взаимосвязи всего со всем), полное пробуждение (в котором человек осознаёт и себя и окружающую действительность объективно). Человек в состоянии «сна наяву» — это машина, управляемая внешними влияниями. Он ничего не может «делать». С ним всё случается. Чтобы «делать», необходимо «Быть», быть пробуждённым.
Также Гурджиев говорил, что у человека есть сущность (всё то настоящее, с чем он рождается) и личность (всё то искусственное, что он приобретает путём имитации и подражания). В процессе воспитания человек приобретает много искусственных и даже противоестественных привычек и вкусов, которые формируют в нём «ложную личность». Ложная личность подавляет развитие сущности. Человек не знает своей сущности, то есть своих природных предпочтений и вкусов. Он не знает, чего он на самом деле хочет. Ложное и настоящее смешаны в нём. Поэтому человеку, прежде всего, необходимо отделить настоящее от ложного в себе. Необходимо пройти через внутреннюю борьбу между «да» и «нет» (трансформация страдания). Это помогает пробуждению и выходу из состояния «сна наяву».
Одними из главных инструментов в работе над собой являются разделённое внимание, самовоспоминание и трансформация страдания. Самовоспоминание накапливает тонкие материи внутри организма, а трансформация страдания кристаллизует их в тонкое тело (или Душу). Гурджиев говорил, что «душонка есть у каждого, а вот Душа есть только у тех, кто её заработал сознательным трудом и добровольным страданием».

## Наследие
После смерти Гурджиева его ученица Жанна де Зальцманн (Jeanne de Salzmann) объединила учеников различных групп, что положило начало сообщества, известному как «Фонд Гурджиева» («Gurdjieff Foundation» — название в США, в Европе то же сообщество известно как «Gurdjieff Society», «Гурджиевское общество»). Также активным распространением идей ЧП-доктрины занимались Джон Г. Беннетт, П. Д. Успенский, Морис Николл (Maurice Nicoll), Родни Коллин и лорд Пэнтланд.
Среди известных учеников Гурджиева были: Памела Трэверс, автор детской книги о Мэри Поппинс, французский поэт Рене Домаль, английская писательница Кэтрин Мэнсфилд и американский художник Пол Рейнард, Джейн Хип, Маргарет Андерсон, Алджернон Блэквуд и многие другие. Уже после смерти Гурджиева у его учеников обучались известные музыканты Кит Джарретт и Роберт Фрипп. В настоящее время гурджиевские группы существуют во многих городах мира.
Гурджиев говорил, что главная идея учителя — разбудить спящую мысль и ощущение истинной реальности в человеке. Опасаясь, что последователи быстро утонут в абстракциях вместо реальных практик, в Западной деятельности он решил сделать ставку на искусство (сакральные танцы) и практическую работу в группах, где единомышленники могли помогать друг другу, через сверхусилия и трения, осознать себя. Краткий материал отрывков его лекций своим студентам свидетельствует о простоте его языка, тяготеющего скорей к Ходже Насредину или Эзопу. Наиболее чёткое изложение ряда гурджиевских идей можно найти в книге П. Д. Успенского «В поисках чудесного», где автор систематизирует его основные концепции. Сам Гурджиев избрал для изложения своих идей совершенно другой стиль — стиль легомонизма (англ. legomonism), дабы читатель постигал писания не просто логикой, как у Успенского, а интуицией. Сегодня книги Гурджиева издаются и на Западе, и в России большими тиражами, и его идеи находят отклик в сердцах читателей.

## Музыкальные сочинения Георгия Гурджиева
Гурджиев разделял музыку на субъективную и объективную. Субъективная музыка создаётся индивидуальным состоянием композитора, на каждого слушателя воздействует в соответствии с его индивидуальностью и состоянием во время прослушивания. Объективная требует знания законов Космоса и природы человека. Она воздействует на всех людей одинаково, не только оказывает влияние на чувства, но приводит аудиторию в состояние внутренней гармонии, приближает человека к мирозданию.
Постоянным соавтором музыкальных сочинений Гурджиева с 1916 года был композитор Фома Александрович Гартман (в эмиграции Тома де Гартман; 1885—1956). Свои сочинения они называли музыкой для «движений» и «священных плясок». Сохранились записи совместных сочинений Гартмана и Гурджиева, сделанные в 40-е годы XX века в неформальной обстановке. Специалисты находят в них отголоски плясок дервишей, курдских, персидских, ассирийских мелодий, православных и восточно-христианских гимнов. Заметно влияние русской романтической музыки конца XIX и начала XX века (в частности Сергея Рахманинова).
Наиболее крупным музыкальным сочинением Гурджиева и Гартмана стал балет «Борьба магов». Сюжет балета: Белый Маг учит своих учеников свободе, Черный Маг подавляет их волю, используя в корыстных интересах. Он вселяет в них страх. Если результатом деятельности первого становится возвышение духа; то результатом обучения у второго — деградация личности.
Гурджиев не знал нотной грамоты (хотя играл на гармонике), поэтому сотрудничество с Гартманом носило специфический характер:

«Мистер Гурджиев обычно насвистывал или играл на фортепиано одним пальцем очень сложный тип мелодии, каковыми, несмотря на кажущуюся монотонность, являются все восточные мелодии. Чтобы ухватить эту мелодию, записать ее в европейской нотации, требовалось нечто наподобие „tour de force“ … Музыка мистера Гурджиева была необычайно разноплановой. Наибольшим воздействием отличалась та, что он запомнил из путешествий в отдаленные азиатские монастыри. Слушая такую музыку, погружаешься в глубины своего существа…»— А. Любимов. В поисках забытых ритуалов. Буклет к концерту. Санкт-Петербургская филармония. С. 6.
Ритм Гурджиев часто выстукивал на крышке рояля. В 1929 году Гартман прекратил сотрудничество с Гурджиевым. Впоследствии он вспоминал:

«Думаю, чтобы помучить меня, он начинал повторять мелодию прежде, чем я заканчивал запись — обычно с едва различимыми изменениями, добавляя украшения, которые доводили меня до отчаяния».— Томас де Гартман. Наша жизнь с Гурджиевым.
В 1949 году, после смерти Гурджиева, Гартман отредактировал сочинения, созданные в соавторстве с ним. После длительного перерыва музыка Гурджиева и Гартмана была исполнена публично в 1980 году джазовым пианистом, импровизатором и композитором Китом Джарреттом, позже он записал диск «G.I. Gurdjieff Sacred Hymns». В России крупный музыкальный цикл фортепианных сочинений Гурджиева и Гартмана «Искатели истины (Путешествие в недоступные места)» впервые исполнил в январе 2016 года пианист Алексей Любимов.
Особого упоминания заслуживает запись отдельных пьес Гурджиева, осуществлённая в 2011 году «Ансамблем народных инструментов имени Гурджиева» под управлением Левона Искеняна, выступившего также и автором оригинальной аранжировки. По мнению Соломона Волкова, Искеняну удалось вернуть произведениям «этнографическое звучание», которое «имел в виду Гурджиев, когда эти опусы сочинял», и которое было затушёвано в фортепианном переложении Гартмана.

## Сочинения
- Взгляды из реального мира
- Вопросы и ответы
- Восемь встреч в Париже
- Встречи с замечательными людьми
- Жизнь реальна только тогда, когда я есть
- Рассказы Вельзевула своему внуку (оригинальная версия)
- Человек — это многосложное существо